# Barrackpur
Barrackpur è una suddivisione dell'India, classificata come municipality, di 144.331 abitanti, situata nel distretto dei 24 Pargana Nord, nello stato federato del Bengala Occidentale. In base al numero di abitanti la città rientra nella classe I (da 100.000 persone in su).

## Geografia fisica
La città è situata a 22° 45' 41 N e 88° 22' 19 E e ha un'altitudine di 14 m s.l.m..

## Società

### Evoluzione demografica
Al censimento del 2001 la popolazione di Barrackpur assommava a 144.331 persone, delle quali 76.268 maschi e 68.063 femmine. I bambini di età inferiore o uguale ai sei anni assommavano a 11.553, dei quali 5.969 maschi e 5.584 femmine. Infine, coloro che erano in grado di saper almeno leggere e scrivere erano 116.194, dei quali 64.263 maschi e 51.931 femmine.